# Servizio aereo della Guardia di Finanza

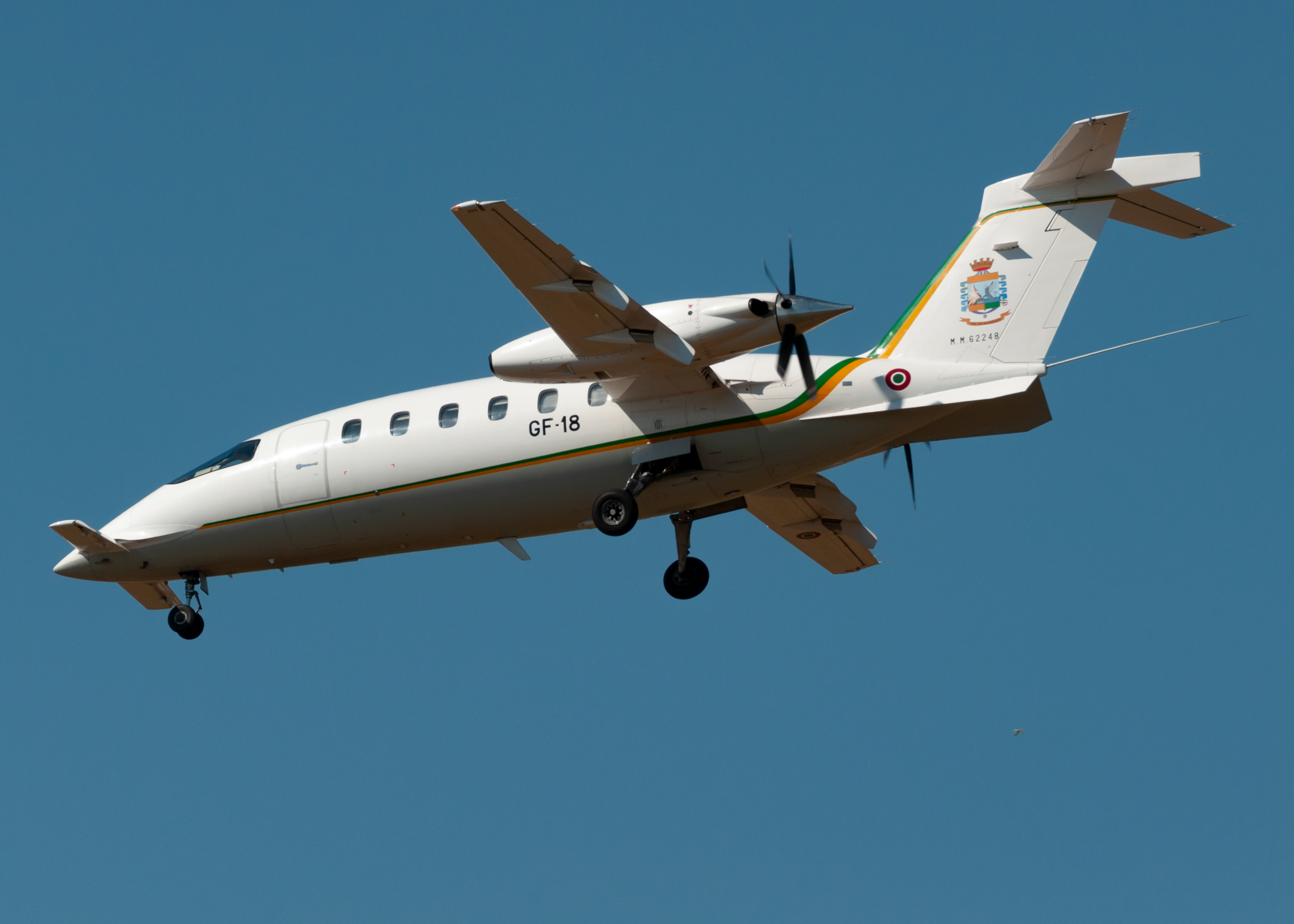
Piaggio Aerospace P.180 "Avanti" del Servizio Aereo della Guardia di Finanza in atterraggio

Il Servizio aereo della Guardia di Finanza nasce il 1º febbraio del 1954 allo scopo di contrastare il contrabbando marittimo mediante l'esplorazione aerea, integrata all'acquisizione di notizie ottenute con indagini tradizionali e sistemi di guerra elettronica.
I primi aeromobili del Corpo erano gli elicotteri Agusta Bell 47, con i quali veniva costituita la prima Sezione Aerea del corpo sull'aeroporto di Napoli.
Il simbolo del Servizio aereo è una volpe rossa in campo giallo.
È integrato nel Comando Operativo Aeronavale (COAN), con sinergia tra componente aerea e componente navale (Servizio navale della Guardia di Finanza).
Dipende dal Comando Generale della Guardia di Finanza - IV Reparto, con sede a Roma.
Conta su 780 unità di personale, con 72 aeromobili.

## Attività

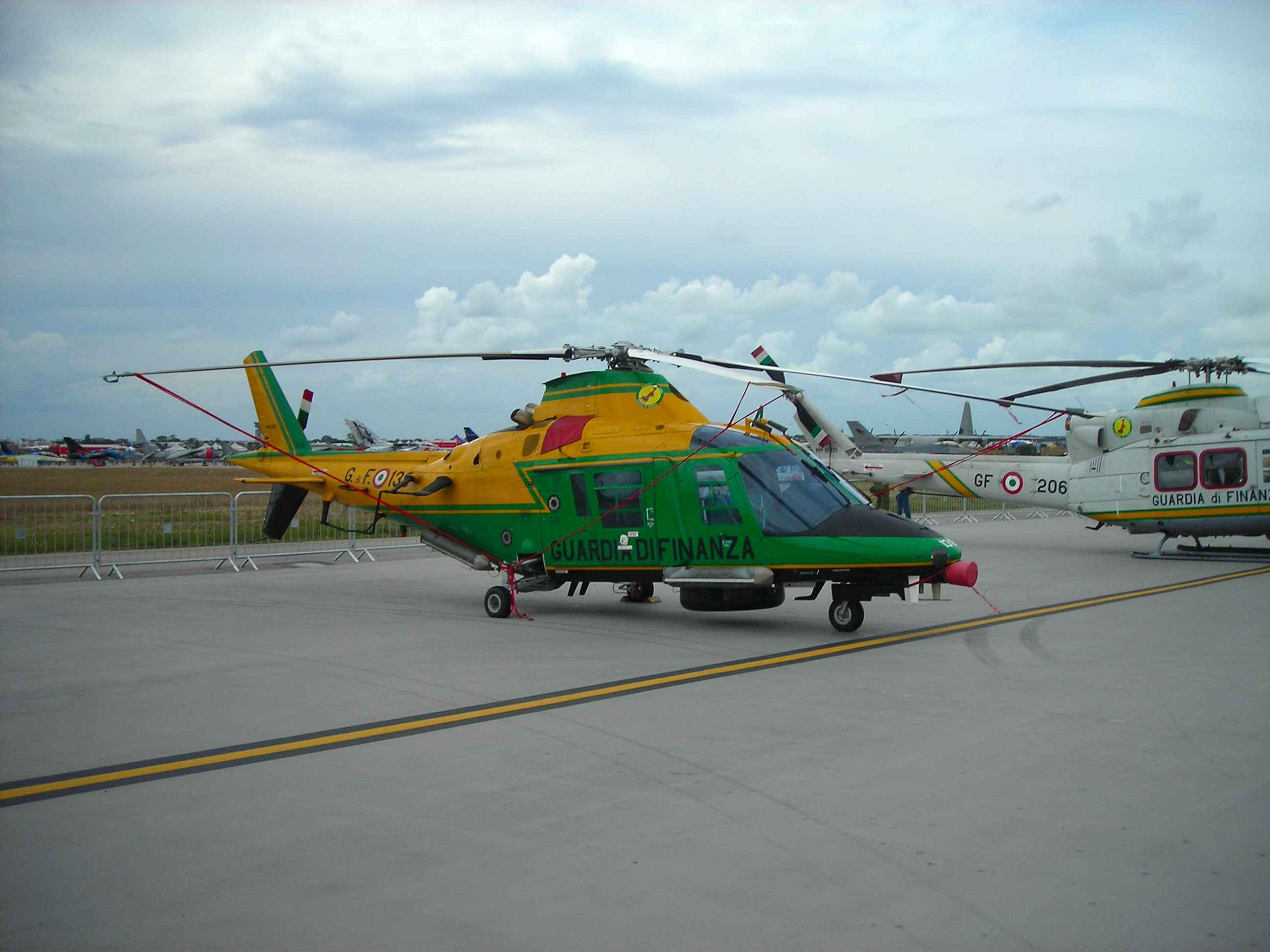
Elicottero AgustaWestland AW109

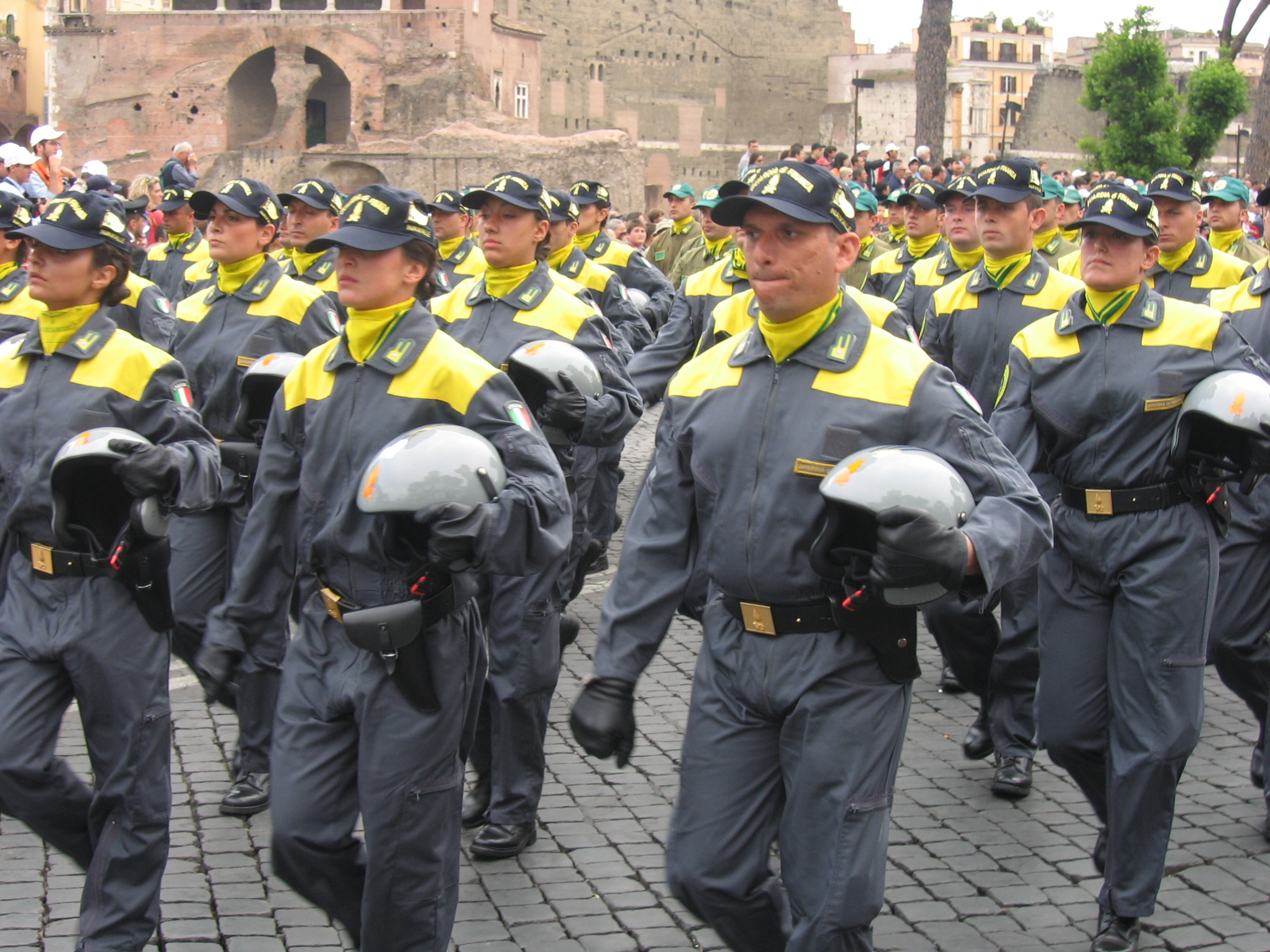
Personale del servizio aeronavale

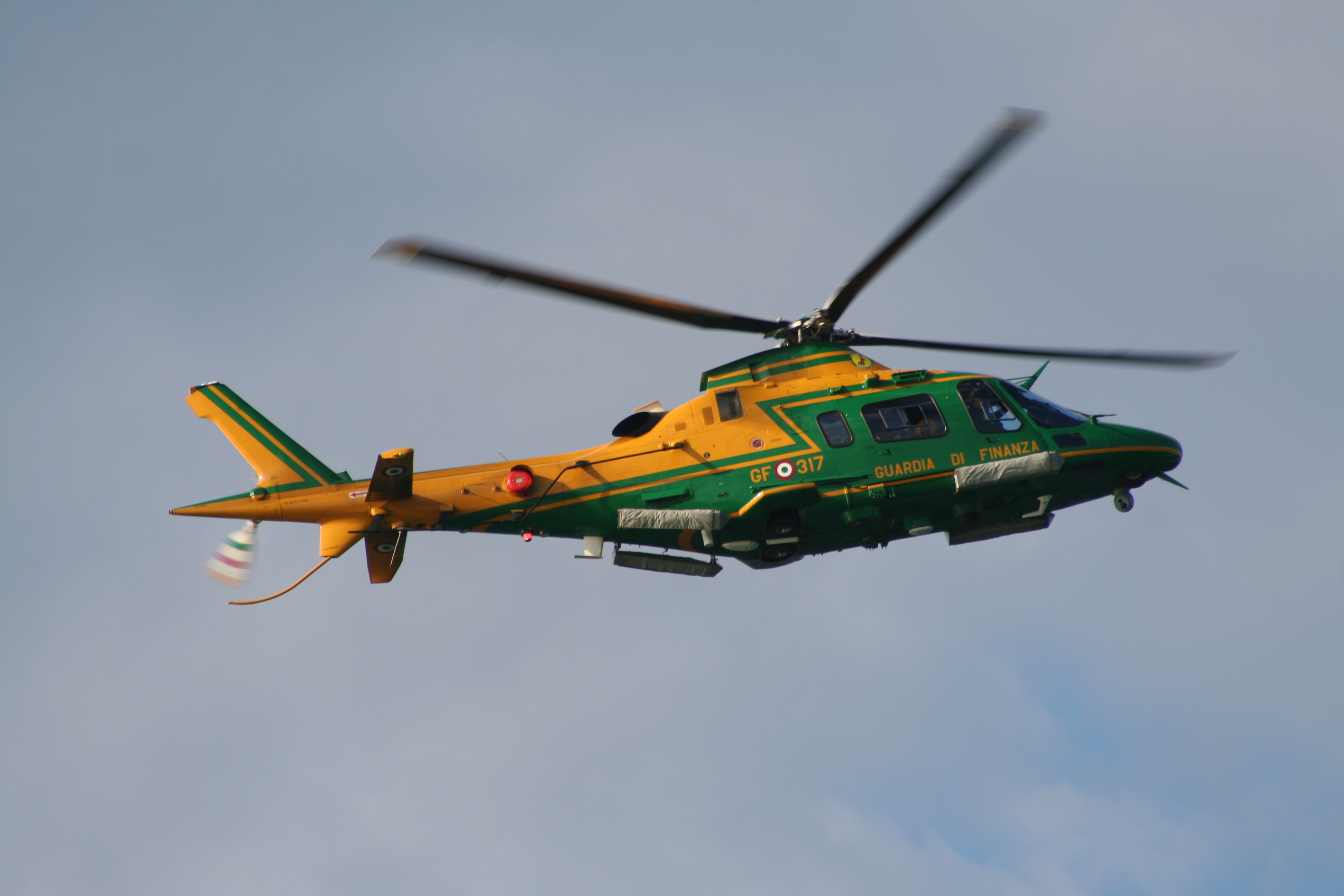
Elicottero GF317 in dotazione alla Guardia di Finanza (AW109 Nexus).

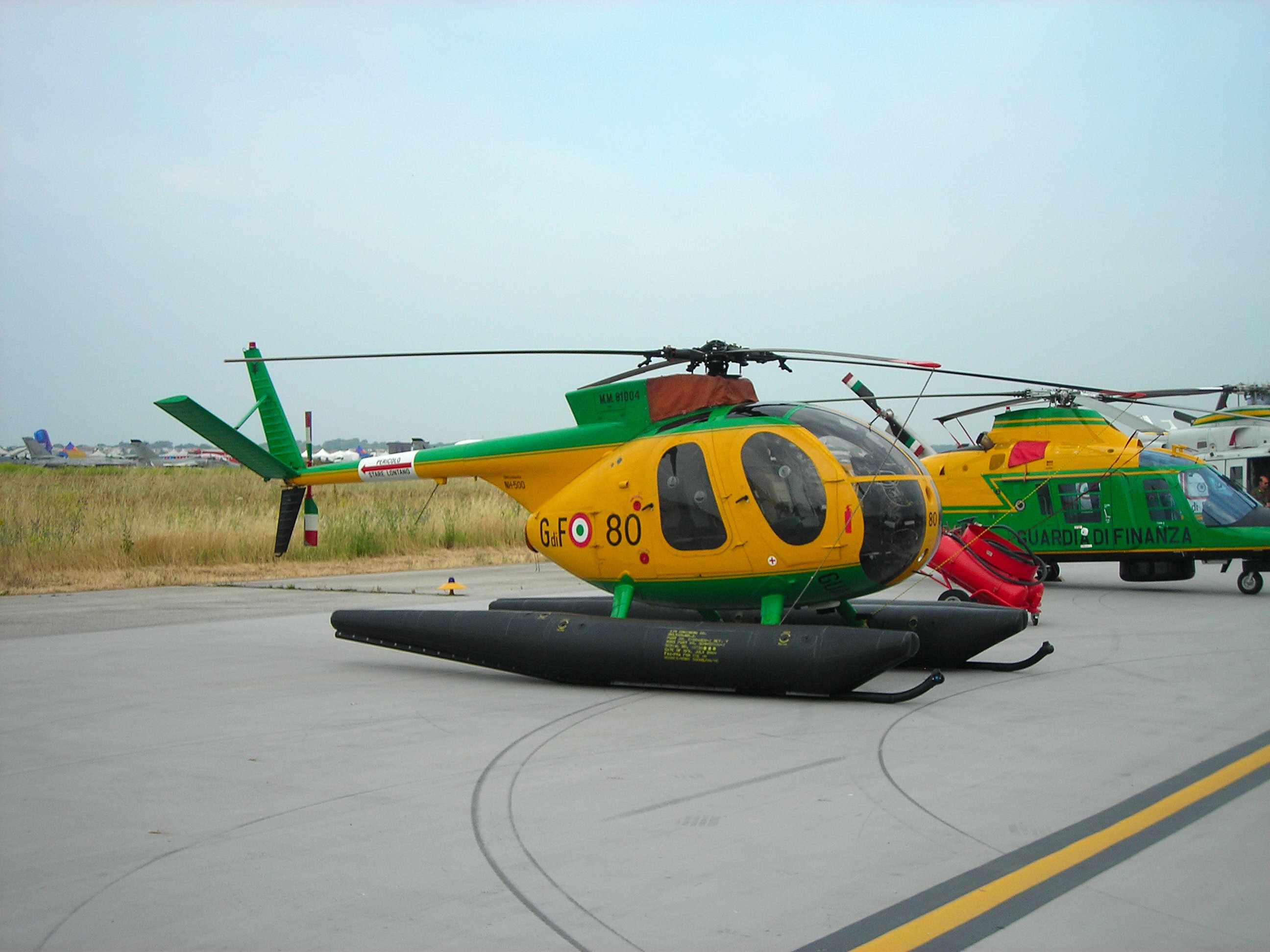
Elicottero NH-500

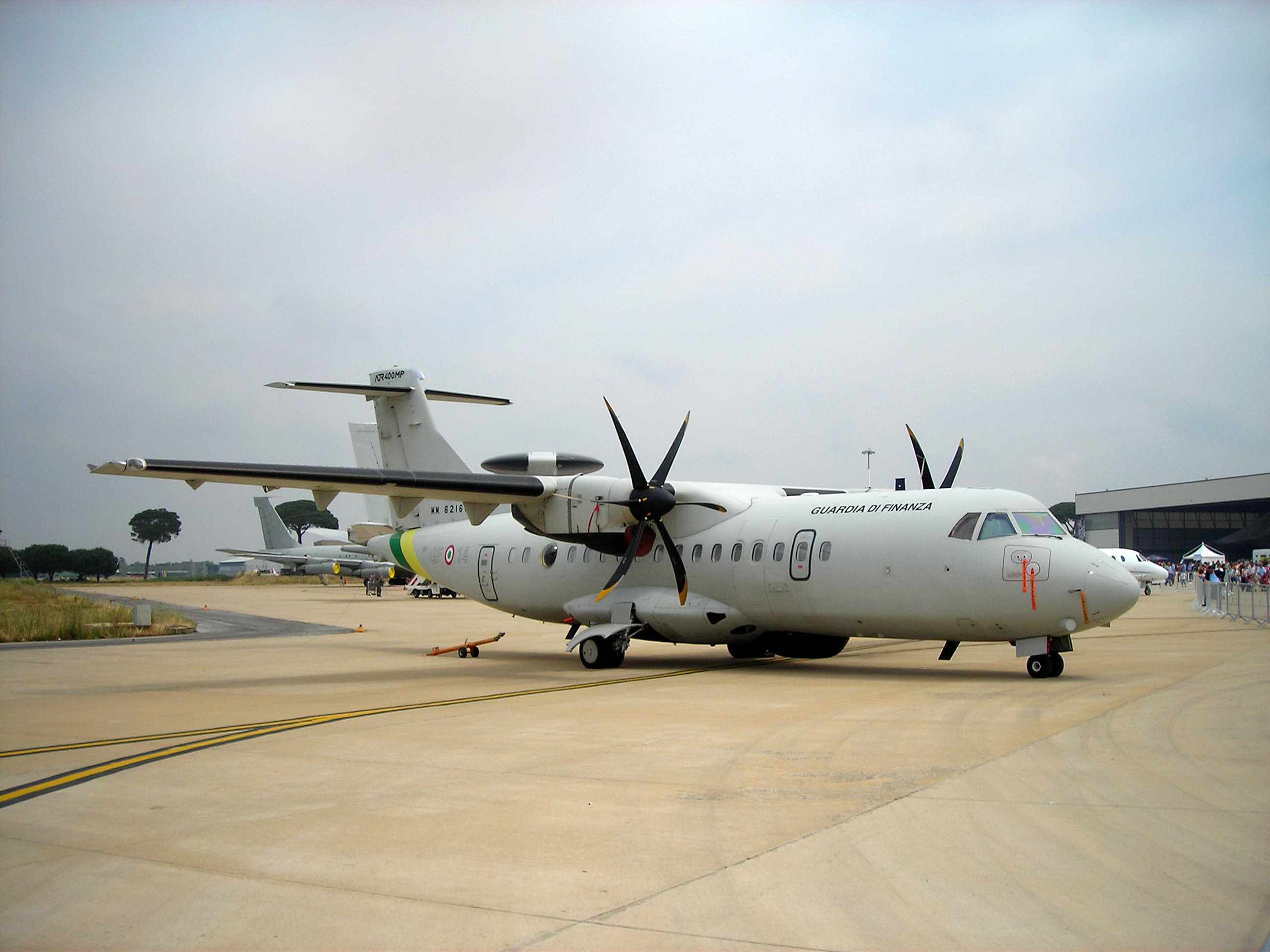
Aereo ATR 42 Surveyor

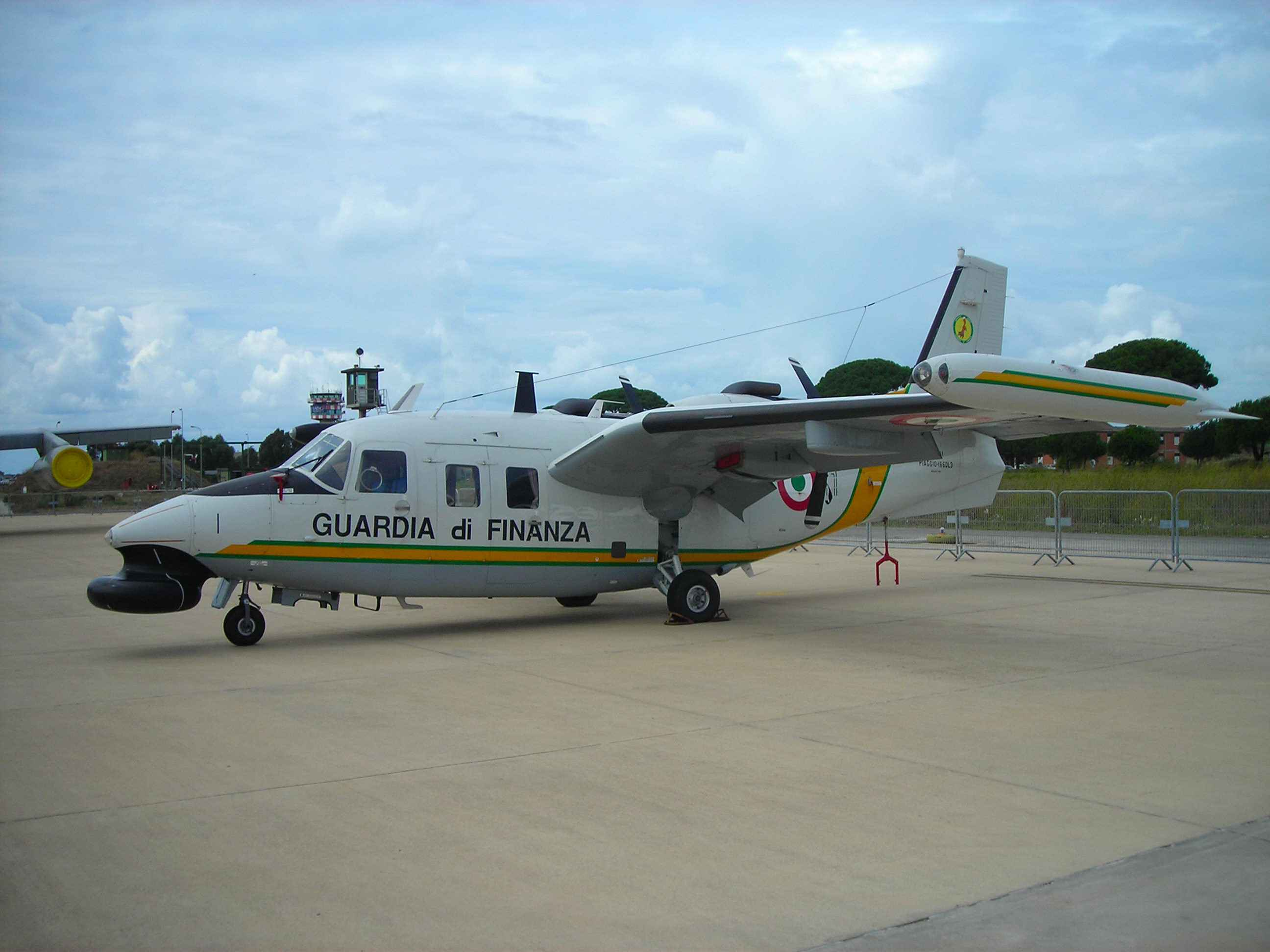
Aereo Piaggio P.166

Finalità dei servizi svolti sono rivolte ad evitare lo sfruttamento delle aree demaniali, al corretto svolgersi delle attività commerciali, contro il traffico di esseri umani, immigrazione clandestina e traffico internazionale di droga.
La cooperazione con i paesi membri dell'Unione europea è un altro settore d'impiego: nel 2004 è stata istituita Frontex, una nuova agenzia per la gestione della cooperazione operativa alle frontiere esterne degli stati membri dell'Unione Europea, che ha il compito di coordinare la cooperazione operativa tra gli stati membri in materia di gestione delle frontiere esterne; assistere gli stati membri nella formazione di guardie nazionali di confine, anche elaborando norme comuni in materia di formazione; preparare analisi dei rischi; seguire l'evoluzione delle ricerche in materia di controllo e sorveglianza delle frontiere esterne; aiutare gli stati membri che devono affrontare circostanze tali da richiedere un'assistenza tecnica e operativa rafforzata alle frontiere esterne; fornire agli stati membri il sostegno necessario per organizzare operazioni di rimpatrio congiunto, di cui il Servizio Aereo della Guardia di Finanza fa parte.
L'assistenza in territorio albanese inoltre accresce l'impegno in campo internazionale.

## Personale
I militari specializzati si dividono in: piloti, specialisti, operatori di sistema.
L'iter formativo dei militari specializzati parte egualmente con l'incorporamento nel Corpo della Guardia di Finanza, prosegue con una selezione psicofisica dei candidati, e per ciò che concerne i piloti:
- per gli elicotteri, vengono avviati alla Scuola di Pilotaggio Elicotteri dell'Aeronautica Militare presso il 72º stormo di Frosinone;
- per gli aeromobili ad ala fissa, l'addestramento inizia da Latina, presso il 70º stormo dell'Aeronautica Militare e presso l'Accademia Aeronautica di Pozzuoli;

per quanto riguarda gli specialisti, vengono formati presso il Centro di Aviazione della Guardia di Finanza di Pratica di Mare (Pomezia).
La post-formazione è svolta presso il Centro Aviazione di Pomezia-Pratica di Mare (Roma).

## Ubicazione sul territorio
I reparti:
Dal Centro Aviazione di Pomezia - Pratica di Mare (RM) dipendono:
le Sezioni di Manovra (largamente impiegate per il volo a lungo raggio in mare per il contrasto di sbarchi clandestini):
- Grottaglie
- Catania

le Sezioni Aeree di:
- Bolzano
- Venegono Superiore (VA)
- Genova
- Venezia
- Rimini
- Pisa
- Pescara
- Roma - Pratica di Mare
- Napoli
- Bari
- Lamezia Terme
- Palermo
- Cagliari

### Sezione aerea di Varese in Venegono Superiore (VA)
Opera nell'arco alpino nord occidentale, collaborando con il Soccorso Alpino della Guardia di Finanza.
Gli elicotteri del reparto sono Agusta-Bell AB 412 HH412C e Breda Nardi NH-500 OH500B.
È retta da un ufficiale superiore, ha 3 articolazioni: Nucleo Operativo, Nucleo Efficienza e Squadra Comando.
Dipende dal Reparto Operativo Aero Navale R.O.A.N. di Como.

### Sezione Aerea di Pratica di Mare (RM)
La Sezione Aerea di Pratica di Mare trae le sue origini dal Gruppo Aereo di Centocelle (primo aeroporto militare italiano ad essere attivato, aprile del 1909), il reparto venne costituito presso l'aeroporto romano nel marzo del 1960 conseguentemente alla nuova legge di ordinamento del Corpo (nº189 del 14 aprile 1959). Al momento della costituzione il Gruppo Aereo disponeva di due Sezioni, una dedita alle funzioni operative, l'altra impegnata nel ruolo addestrativo del personale navigante.
Il 23 gennaio del 1967 la Sezione Operativa del Gruppo Aereo di Centocelle venne trasferita nella nuova sede, appositamente costruita, all'interno del sedime aeroportuale della Base Aerea di Pratica di Mare (Aeronautica Militare), diventando così un reparto autonomo a carattere territoriale; l'avvenuto trasferimento comportò anche il passaggio di dipendenze ai comandi della 9ª Legione di Roma, mentre la dotazione di aeromobili dell'epoca era incentrata sugli elicotteri AB 47J e AB 47G, contestualmente il reparto assunse anche l'attuale denominazione.
L'attuale caserma che ospita gli uffici della Sezione Aerea in oggetto è intitolata al Brigadiere pilota Alfonso Pozzi, primo pilota caduto in servizio nella storia del Servizio Aereo della Guardia di Finanza, il giovane Brigadiere perse la vita per un incidente di volo mentre era in servizio alla Sezione Aerea di Intimiano (Como), ancora in giovane età (38 anni) Pozzi precipitò con il suo AB 47J durante un volo di ricognizione a contrasto dell'illecita attività del contrabbando.
La Sezione Aerea di Pratica di Mare dipende dal ROAN (Reparto Operativo Aeronavale) di Civitavecchia, ente periferico che gestisce, come di consuetudine anche per le altre realtà nazionali, le componenti aeree e marittime locali, in questo caso a favore del Comando Regionale del Lazio. 
L'ambito territoriale in cui opera la Sezione Aerea di Pratica di Mare è molto vasto, comprende le Regioni Lazio e Umbria, per un totale di 25.692 km², ripartiti in 470 Comuni, con una sovrapposizione a sud con la Sezione Aerea di Napoli, e a nord con la Sezione Aerea di Manovra di Pisa, questo per quanto riguarda la terraferma, mentre per le acque territoriali la copertura aerea è compresa tra la foce del fiume Chiarone a nord e la foce del fiume Garigliano a sud. Inoltre non è un dato trascurabile la presenza nel territorio di competenza della Capitale Roma, con il suo patrimonio storico inestimabile, nonché la zona del viterbese, culla della civiltà etrusca

### Sezione aerea di Genova
Nasce nel 1957 all'idroscalo di Sampierdarena, da dove poco tempo dopo viene trasferita nell'aeroporto Cristoforo Colombo di Sestri Ponente dove è attualmente ubicata. Gli elicotteri del reparto sono elicotteri Breda Nardi (Hughes) NH500, attualmente in versione MD da pattugliamento marittimo. La sezione è rappresentata da uno stemma con un gabbiano, la Lanterna di Genova che irradia un fascio tricolore, il mare. 
Pochi minuti dopo la strage del Ponte Morandi di Genova si alzò in volo un NH500, che effettuó i rilievi e le riprese video utili alla ricostruzione dell’evento.
È retta da un ufficiale superiore, ha 3 articolazioni: Nucleo Operativo, Nucleo Efficienza e Squadra Comando.
Dipende dal Reparto Operativo Aero Navale R.O.A.N. di Genova.

### Sezione Aerea Elmas (CA)
La Sezione Aerea è stata istituita nel 1967 dall'allora Tenente Pilota Pietro Sgarlata, ed ha sede presso l'ex Aeroporto Militare di Elmas. Impegnata nel contrasto ai traffici illeciti in alto mare, controllo delle coste e polizia ambientale ha indirizzato negli ultimi anni l'attività di servizio contro il fenomeno dell'immigrazione clandestina dall'Algeria, con un impegno sempre maggiore del Reparto anche nel prestare soccorso alle imbarcazioni in difficoltà. Le principali aree di intervento operativo su terra includono la ricerca di piantagioni illegali di cannabis nell'entroterra sardo (l'ambito territoriale in cui opera, s estende per tutta l'isola), attività supportata dall'uso di avanzate strumentazioni di telerilevamento aereo. Il telerilevamento viene utilizzato anche per il controllo dell'abusivismo edilizio e altre attività di polizia ambientale, contribuendo significativamente alla protezione del territorio e alla lotta contro i reati ambientali. Attualmente gli elicotteri in uso sono: AW139 dal 21 Gennaio 2019. Allo stato attuale non sono presenti gli storici Agusta-Bell AB 412 e Breda Nardi NH-500.
La Sezione conta tre dispersi in mare mai più ritrovati in due differenti incidenti, nel 1984 e nel 1994 (incidente del Volpe 132).

## Aeromobili in uso
| Aeromobile                        | Origine                           | Tipo                                             | Versione (nome locale)            | In servizio (2024)                | Note | Immagine                          |
| Aerei da pattugliamento marittimo | Aerei da pattugliamento marittimo | Aerei da pattugliamento marittimo                | Aerei da pattugliamento marittimo | Aerei da pattugliamento marittimo | Aerei da pattugliamento marittimo | Aerei da pattugliamento marittimo |
| --------------------------------- | --------------------------------- | ------------------------------------------------ | --------------------------------- | --------------------------------- | --- | --------------------------------- |
| Alenia ATR-42MP                   | Italia Francia                    | aereo da pattugliamento marittimo a medio raggio | ATR-42-400MP                      | 4                                 | 4 ATR-42-400MP ricevuti negli anni novanta. Uno viene impiegato esclusivamente per il trasporto del personale. |                                   |
| Leonardo Velivoli ATR 72MP        | Italia                            | aereo da pattugliamento marittimo a lungo raggio | P-72B                             | 4                                 | 4 ATR 72MP ordinati con consegne tra fine 2019 ed il 2022. I primi due esemplari (di cui uno per il trasporto del personale) sono stati consegnati il 27 novembre 2019. A fine luglio 2022 è stato consegnato il quarto e ultimo aereo presso il sito Leonardo Velivoli di Caselle Torinese |                                   |
| Aerei da trasporto                |                                   |                                                  |                                   |                                   | |                                   |
| Piaggio P.180 Avanti II           | Italia                            | aereo da trasporto                               | Piaggio P.180 Avanti II           | 2                                 | gli aerei sono entrati in servizio il 27 febbraio 2007; |                                   |
| Elicotteri                        |                                   |                                                  |                                   |                                   | |                                   |
| Agusta A.109                      | Italia                            | elicottero leggero da trasporto e osservazione   | A.109N                            | 4                                 | 14 A109A-Mk.II SEM e 11 A109C consegnati a partire dal 1984. Tali elicotteri non sono più in servizio, sostituiti a partire dal 2009 con 18 AW109N (Nexus), ridotti a 17 esemplari al dicembre 2019. |                                   |
| AgustaWestland AW139              | Italia                            | elicottero da trasporto medio                    | AW139                             | 20                                | Il primo esemplare è stato consegnato a dicembre 2008, mentre il secondo a dicembre 2011. Ulteriori 6 esemplari sono stati ordinati il 13 dicembre 2016 e consegnate entro il 2019. L'11 dicembre 2017 è stato siglato un ulteriore ordine di 6 esemplari da consegnarsi entro il 2020, l'ultimo dei quali (dei 14 ordinati in totale) risulta consegnato al settembre 2019. 20 esemplari in servizio al marzo 2023. |                                   |
| Breda-Nardi NH-500                | Italia Stati Uniti                | elicottero da addestramento e osservazione       | NH-500MCNH-500MD                  | 6                                 | In totale la GdiF ha ricevuto dal 1973, 73 tra NH-500M, NH-500MC e NH-500MD. |                                   |
| AgustaWestland AW169              | Italia                            | elicottero da trasporto medio                    | UH-169A                           | 15                                | 24 AW169M (di cui sei con carrello fisso e 18 con pattini) più un pacchetto completo di supporto e addestramento ordinati a novembre 2018, con consegne che dovrebbero concludersi nel 2024. Gli elicotteri saranno, inoltre, equipaggiati con un’ampia gamma di sistemi e sensori forniti da Leonardo tra i quali sistema di missione RW ATOS con una consolle avanzata, il radar di sorveglianza Gabbiano, il sistema elettro-ottico LEOSS, il transponder per individuazione amico/nemico IFF M428, sistemi di comunicazione V/UHF, pannelli di controllo e sistemi luci e la possibilità di impiegare il sistema iperspettrale per telerilevamento SPHYDER. Il primo esemplare è stato consegnato il 12 novembre 2019. Uno dei 5 UH-169A in servizio al marzo 2021, si è capovolto durante l'atterraggio il giorno 27 dello stesso mese, riportando notevoli danni. |                                   |

### Aeromobili ritirati
- Agusta-Bell AB-412HP - 18 esemplari (1993-2025)[35][36][2][3][4][5][6]
- Agusta-Bell HH-412C - 4 esemplari (1993-2025)[35][36][2][3][4][5][6]
- Piaggio P.166-DL3/DP1 SEM - 12 esemplari (1991-2022)[1][3][4][5][6][37][38][39]
- Agusta A.109A Mk.II - 14 esemplari (1984-2009)[1]
- Agusta A.109C - 11 esemplari (1984-2009)[1]
- Agusta-Bell AB-47G/G2/G3B1/J/J3 - 48 esemplari (1954-????)[1][40][41]